# Ferdinand James von Rothschild
Ferdinand James Anselm Friherre von Rothschild, 17 december 1839, död 17 december 1898, var en engelsk politiker och konstsamlare. Han byggde även Waddesdon Manor, ett chateau i Buckinghamshire.